# 刑事物語
『刑事物語』（けいじものがたり）は、1982年から1987年までに全5作が公開された日本映画のシリーズ。原作、脚本（第4作を除く）、主演に武田鉄矢（ただし原作と脚本はペンネームである片山蒼名義）。キネマ旬報社が製作し、東宝が配給した。キネマ旬報社は初の映画製作にあたって、同誌や同誌ベストテンから連想される作家性の強い芸術映画ではなく、あえて往年の邦画全盛期に数多くみられたシリーズ・プログラムピクチャーの復活を狙い、監督も東映や松竹でその分野で定評のあった渡邊祐介を起用。興行的に一定の成果を収めた。
一般には、武田が演じる片山刑事がハンガーをヌンチャクのように振るって相手を叩きのめす「ハンガーヌンチャク」と呼ばれるシーンが有名である。これはできるようになるまで数か月の練習を要したという。また武田が劇中で操る蟷螂拳は、第1シリーズ撮影前に松田隆智から習ったものである。
シリーズ全編に使われた主題歌『唇をかみしめて』は、吉田拓郎の代表曲としても知られる。

## 内容
武田鉄矢の演じる片山刑事が主人公である。長髪・胴長短足にくたびれたジャケットと膝の抜けたズボンで、一見刑事には見えないが拳法「蟷螂拳」の達人である。普段は冴えないが、正義感に溢れており一旦暴れ始めるとやり過ぎてしまい、それが原因で左遷となり日本各地を異動することになる。毎回、赴任先で美しいマドンナに恋をし助けるのだが、最後には失恋して、一人淋しくその土地を去ってゆく物語である。
なお、現実的には、地方公務員である現場の警察官が、都道府県の枠を越えて異動するということは在り得ない。

## 製作経緯と時代背景
元々、武田はアクション映画が好きで、ジャッキー・チェンの『ドランクモンキー 酔拳』（1978年）を観て大きなショックを受け、何度も繰り返し観て研究し、こんな低予算でいきいきした映画を作ってみたいと考え、当時「金八先生」で当てていたが、逆にメッタンコに人を殴る刑事をやってやろうと本作を創作した。
1980年10月から再スタートした『3年B組金八先生第2シリーズ』は武田にとっては生き地獄。自分の実像さえ呑み込んでしまう金八という化け物と闘ったが、理想的過ぎる金八に嫌悪感さえ感じるようになっていた。武田は毎日2時間走り始め、自分を取り戻そうと努力した。30歳ぐらいで「先生、先生」と呼ばれるのが辛く、「金八と対極の方向へ走りたい、金八がやってないことは…アクションだ！」と思い付いたという。また今までやったことにない"怒った顔"を売り込もうと考えた。それでまた新しい仕事の口が見つかるかもしれない、金八人気はありがたいが、あれは温室栽培の野菜みたいなもので、正規の値段じゃない、もとのオレに戻したかったという思いがあったという。
最初は極真会館の三瓶啓二の掌が拳になるファイティングポーズが好きで、巡り合ったのが蟷螂拳だったという。アクションにハンガーを取り入れたきっかけは、有名な『3年B組金八先生2』の「腐ったミカンの方程式」の回の撮影の際、直江喜一の撮影に時間がかかり、ロケ車でずっと一人で待たされ、「あの野郎、主役の俺を待たせやがって！」などとハラを立て、あまりに暇で、ふと後ろを向いたら衣装用のハンガーがあり、ハンガーを回しているうち、「これ何か発展できないかな」と思ったのがきっかけ。当時はジャッキー・チェン人気により"第二次クンフー映画ブーム"で、真田広之主演のアクション映画が作られていたとはいえ、70年代半ばに千葉真一や志穂美悦子らを主演に立てて、東映がカラテ映画を大量生産した"第一次ブーム"のような大きな動きはなかった。このため当時は金八先生という当たり役で名声を得た武田が何もクンフーをやる必要はないんじゃないの？という感覚だった。内容も当時の小学生にはハード過ぎ、金八先生イメージを持っていた子供たちには「武田鉄矢をナメてはいけない…あの人は僕らの知らないダーティな一面を持っている」という感想を持った。「ハンガーヌンチャク」は真似るのが難しく、ガキの間では「武田鉄矢最強説」も飛び交った。間違って武田に興味を持った子供は1983年に出版された武田の著書『ふられ虫の唄』を読んでさらにビックリ仰天。坂本龍馬の墓を高知に初めて訪ねた際、感極まり墓石を剥がして龍馬の遺骨を盗もうとしたが、墓の後ろでカップルがペッティングを始めたことにより墓荒らしは未遂に終わったというエピソードが書かれている。もしこのとき遺骨を盗んでいたら、後に数々の作品で龍馬を演じることも先生役をすることもなかった。ギンティ小林は「回を増すごとに、クンフー&お笑い要素が増えていくが、80年代に多感な時期を過ごした男子たちにとって『刑事物語』は『男はつらいよ』『トラック野郎』に並ぶ必修科目映画」と評している。

## 刑事物語（第1作）
- 公開日：1982年（昭和57年）4月17日[9]
- 上映時間：110分、カラー、ビスタビジョン
- 同時上映：ロングラン（監督：吉田ルイ子）
- 舞台：静岡県沼津市
- 配給収入：6億円[10]

### 出演
- 片山元 - 武田鉄矢
- 三沢ひさ子 - 有賀久代
- 九鬼刑事課長 - 仲谷昇
- 藤堂一課係長 - 小林昭二
- 田沢刑事 - 三上真一郎
- 沢木刑事 - 岡本富士太
- 田中補導係 - 梅津栄
- 矢代スミ刑事課庶務 - 樹木希林
- 工藤卓 - 花沢徳衛
- 秋吉一人（クリーニング会社社長） - 草薙幸二郎
- 三木本伸吉 - 河原裕昌
- 捜査係長（博多署） - 浜田晃
- 補導係（田中の同僚） - 平松慎吾
- 花子（刑事課） - 藤枝亜弥
- 姫子（トルコ嬢） - 宇田川智子
- 管理人のおばさん - 初井言榮
- 元の母（回想） - ひろみどり
- 被害者の主婦 - 飛鳥裕子
- 広重直子（人質の女性） - 遠藤真理子
- 工藤照子（スナックの女） - 室井滋
- 種井（詐欺師） - 西田敏行（友情出演）
- 三上英次[注 2] - 高倉健（特別出演・クレジット無し）
- 村上努（隣人） - 田中邦衛
- 森下哲夫、飯島大介、清水昭博、亀渕昭信　ほか

### スタッフ
- 監督：渡邊祐介
- 脚本：渡邊祐介、武田鉄矢
- 原作：片山蒼
  - 「刑事物語」（1982年5月、サンリオ）
- 音楽：青木望
- テーマ曲：吉田拓郎、海援隊
- 音楽プロデューサー：三坂洋
- 主題歌：吉田拓郎「唇をかみしめて」
- 撮影：矢田行男
- 照明：大西美津男
- 録音：本田孜
- 美術：秋森直美
- 編集：小川信夫
- 記録：桜木光子
- 音響効果：知久長五郎
- MA：東宝録音センター
- アクション指導：松田隆智
- 技斗：渡辺安章
- アクション：ワールドアクショングループ
- スタント：タカハシレーシング
- 現像：東京現像所
- プロデュース：藤倉博、黒木照美
- 製作者：黒井和男
- 製作：キネマ旬報社
- 配給：東宝

### エピソード
- 片山刑事はハンガーを武器として使用しているが、もともと武器として使っていたのではなく、クリーニング工場で戦闘中、周囲が敵だらけになったため、武器として使ったのがたまたまハンガーだったという描写となっている。
- 『幸福の黄色いハンカチ』で武田と共演した高倉健がラスト近くの1シーンに友情出演している（映画『駅 STATION』と同じ役柄、オマージュ）。高倉は「黒井さん（黒井和男）や鉄矢の仕事のお手伝いをすると同時に脚本が面白いの出演します」と話した[11]、撮影は1981年8月某日、東宝撮影所）[11]。西田敏行も同様に友情出演（撮影は1981年9月某日）[11]。
- 作中、ソープランドを「トルコ風呂」と呼んでいる[注 3]。そのため、1983年10月22日にフジテレビ系の「ゴールデン洋画劇場」でテレビ放映された際は、放送直前に「作品内に不適切な表現があります」といった断りのテロップが表示された。また「トルコ風呂」という台詞の部分だけ無音にして放映される場合もある。
- 「聾唖のトルコ嬢（現在ではソープ嬢）」という難しい役柄を演じた有賀は、遠足気分で学生気分が全く抜けてなく、役者をやっている自覚が0[11]。当時の映画業界なので男の役者ならガツンと一発殴りたいところだったが[11]、そうもいかず、武田も黒井も頭を抱えた[11]。本作出演後「自分には演技の才能がない」と芸能界を引退した。
- 劇中の警察署庁舎は、当時の沼津警察署庁舎である。なお、撮影後に移転・改築されており現存しない。
- 武田は原作、脚本、主演の三役をこなしながら、本職の音楽・主題歌だけは自分で担当しなかった。これは武田が「主題歌だけはどうしても吉田拓郎さんにお願いしたい」と希望したものであったという[4][12]。武田は吉田拓郎に憧れて上京し、エレックレコードに入ったが[13]、入った途端に吉田がCBSソニーに移籍して入れ違いになり、意外なことにその後は面識がなかった[12]。武田は自分で吉田に頼みに行き、吉田は武田の熱い思いに快諾したという[12][14]。またこれを切っ掛けに親しい間柄になったという[12]。吉田の起用は武田以外のスタッフには不満で、出来上がった『唇をかみしめて』も広島が舞台でもないのに広島弁の歌詞でもあり、スタッフは楽曲起用に反対したという。しかし恋人との別れのシーンに合わせて流すと全員泣いて即決となったという[13]。

### 発売履歴
| 発売日        | レーベル                           | 規格    | 規格品番  | 備考           |
| ------------- | ---------------------------------- | ------- | --------- | -------------- |
| 1982年        | SANRIO VIDEO                       | VHS     | CS-1001   | レンタル専用   |
| 1982年        | SANRIO VIDEO                       | ベータ  |           |                |
|               | SANRIO FILMS                       | LD      | LNK-517   |                |
| 2009年9月2日  | アミューズソフトエンタテインメント | DVD     | ASBY-4456 |                |
| 2014年5月2日  | オデッサ・エンタテインメント       | Blu-ray | OED-10067 | HDリマスター版 |
| 2021年12月2日 | オデッサ・エンタテインメント       | DVD     | OED-10808 | HDリマスター版 |

## 刑事物語2 りんごの詩
- 公開日：1983年（昭和58年）7月2日[15]
- 上映時間：106分、カラー、ビスタビジョン
- 同時上映：プルメリアの伝説 天国のキッス（監督：河崎義祐）
- 舞台：青森県弘前市
- 配給収入：12億円[16]

### 出演
- 片山元 - 武田鉄矢
- 石戸谷忍（青森りんご試験場技官） - 園みどり（新人）
- 室伏たけし - 玉野叔史
- 結城一明刑事 （弘前中央署）- 三浦洋一
- 鳴海友幸刑事 - 寺田農
- 工藤義太郎 - 奥村公延
- 田代健蔵 - 稲葉義男
- 霜山建治 - 高岡健二
- 玉垣三郎（北海道タイムス記者） - 岸部シロー
- 船水 - 鈴木ヒロミツ
- 谷村博士 - 常田富士男
- 若本芳夫 - 宮口二郎
- 佐藤正夫刑事（札幌中央署） - 佐藤仁哉
- 友子（忍の同僚） - 千うらら
- 縄文居酒屋女中- 夏小町
- 邦子 - 石川裕美
- 加納和也 - 中山一也
- 弘前中央署署長 - 金子信雄
- 札幌のタクシー運転手 - 河津清三郎
- 堂垣内秀臣警部補（札幌中央署） - 松村達雄
- 恵子（居酒屋女将） - 倍賞千恵子
- 縄文居酒屋の亭主 - タモリ一義
- 室伏澄江 （喫茶店「こま」女主人）- 酒井和歌子
- 益富信孝
- トビー門口
- 真弓田一夫
- 渡瀬ゆき
- 藤堂新二

### スタッフ
- 製作：黒井和男
- 原作：片山蒼
  - 「刑事物語2 リンゴの詩」（1983年6月、集英社）
- 脚本：渡辺寿、武田鉄矢、黒井和男
- 監督：杉村六郎
- 音楽：中牟田俊男
- 音楽プロデューサー：中川孝一
- 撮影：矢田行男
- 照明：仲澤廣幸
- 録音：本田孜、福岡修
- 美術：西村伸明
- 編集：小川信夫
- チーフ助監督：佐藤正道
- 製作担当者：熊田雅彦
- 技斗：渡辺安章
- プロデューサー：藤倉博、黒木照美
- 歌：吉田拓郎（挿入歌「流星」・エンディングテーマ「唇をかみしめて」）
- 製作：東宝、キネマ旬報社
- 配給：東宝

### エピソード
- シリーズ最高のヒット作（1983年配給収入12億円）である。公開当時、「東宝映画で最も見たい映画」のNo.1だった。
- 本作のパンフレットやビデオの写真では片山刑事がハンガーヌンチャクを持っており、武器としてのハンガーがフィーチャーされた作品であるが、実際のアクションシーンではさほど登場していない。ただし、劇中で蟷螂拳を教えた子供から、木製ではなくプラスチック製のハンガーをパスされたときの「たけ〜し、ハンガー!……ちが〜う、木のやつ〜っ!」という片山刑事のリアクションはシリーズ中でも有名な台詞で[1]、子供たちの間でも物真似率が高かった。
- 片山刑事の恋人・石戸谷忍を演じた園みどりはオーディションで選ばれたが、この映画以降に未来貴子と改名した。映画では当初、片山刑事とのラブシーンも撮影したらしいが、カットになったと武田が当時の「キネマ旬報」のインタビューで語っている。
- 倍賞千恵子の出演シーンは、映画『駅 STATION』のオマージュである。
- 武田は酒井和歌子の大ファンで、共演が夢だった。
- 劇中の警察署は、1981年の移転まで実際に使用されていた弘前警察署の庁舎である。

### 発売履歴
| 発売日        | レーベル   | 規格   | 規格品番   | 備考                           |
| ------------- | ---------- | ------ | ---------- | ------------------------------ |
| 1983年        | TOHO VIDEO | VHS    | TG-1233-V  | レンタル専用                   |
| 1983年        | TOHO VIDEO | ベータ |            | レンタル専用                   |
|               |            | LD     |            |                                |
| 2010年1月6日  | 東宝       | DVD    | TDV-20040D | 刑事物語 〈詩シリーズDVD-BOX〉 |
| 2010年1月22日 | 東宝       | DVD    | TDV-20036D |                                |
| 2013年11月7日 | 東宝       | DVD    | TDV-23406D | 期間限定プライス版             |

## 刑事物語3 潮騒の詩
- 公開日：1984年（昭和59年）7月7日[17]
- 上映時間：107分、カラー、ビスタビジョン
- 同時上映：夏服のイヴ（監督：西村潔）
- 舞台：長崎県福江市
- 配給収入：8億円[18]

### 出演
- 片山元 - 武田鉄矢
- 松村清子（旅館・主人） - 星由里子
- 松村海子（清子の娘） - 沢口靖子（沢口の俳優デビュー作で、挿入歌「潮騒の詩」もやはり歌い、同時に歌手デビューした）
- 警視庁・木崎刑事 - 佐藤佑介
- 九十九巡査 - 金田龍之介
- 修 - 三田明
- 五島中央署・大室刑事 - 木之元亮
- 長谷部刑事主任 - 金子研三
- 暴力団員 - ウガンダ・トラ
- 警視庁・村上刑事 - 田口計
- 警視庁・友田刑事 - 津村隆
- 警視庁・岡本刑事 - 青空球児
- 田島刑事 - 青空好児
- 高島課長 - 守田比呂也
- 平山刑事 - 浦田賢一
- 村井刑事 - 軍司竜郎
- 矢代係長 - 成瀬正
- 嘉市 - 伊沢一郎
- 郵便局員 - 大谷淳
- オカマ - すがぬま伸
- まち子 - 好井ひとみ
- 五島中央署・署長 - ハナ肇
- 玉江（高志の母） - 木暮実千代（特別出演）
- 仁科高志（清子の夫） - 夏木陽介
- 五島市役所・観光係長 - 関口宏（友情出演）
- 中島葵

### スタッフ
- 製作：黒井和男
- 企画：黒木照美、小島富士夫
- プロデューサー：藤倉博
- 原作：片山蒼
  - 「刑事物語3 潮騒の詩」（1983年、集英社文庫コバルトシリーズ）
- 脚本：ちゃき克彰、武田鉄矢、黒井和男
- 監督：杉村六郎
- 音楽：佐藤健
- 撮影：矢田行男
- 照明：仲澤廣幸
- 録音：本田孜
- 美術：西村伸明
- 編集：小川信夫
- チーフ助監督：佐藤雅道
- 製作担当者：富田政男
- 製作マネージャー：綿引洋
- 衣装：横瀬誠次
- スチール：竹内健二
- 製作係：八鍬敏生、山下秀治
- 技斗：渡辺安章
- 歌：吉田拓郎、沢口靖子
- 製作：東宝、キネマ旬報社
- 配給：東宝

### 作品の評価
『週刊平凡』1984年7月20日号「五ツ星採点表」、白井佳夫「ローカルな風景美と鉄矢の魅力で娯楽映画を作ろうというのはいいが、作り方が貧しくてクドイ（4点／10点満点）」、藤枝勉「パート3までいくような企画ではない。シナリオと俳優・武田鉄矢に倍の魅力がないともたない（4点／10点満点）」、渡辺祥子「シンデレラ娘（星由里子）も20年たつとりっぱなオバサンになるんだなァ、とため息が出てくるのです（5点／10点満点）」。

### エピソード
- 武田のアクションは殺陣師をつけておらず、体に傷が絶えなかった。また、本作の片山刑事はハンガーヌンチャク、ミニフラフープを武器として使用している[2]。
- アクションシーンの効果音（ハンガーヌンチャクの音、殴るときの音）が本作から変わっている（以後最終作まで統一）。
- 武田は、一時期髪型を真似たほどの、自他共に認めるジャッキー・チェンのファンとして有名であるが、本作で共演を熱望していたもののギャラの折り合いがつかず断念したという話がある。なお、本作のオープニングのビルからの落下は『プロジェクトA』でジャッキーが時計台から落下する場面のパロディで、またラストのヒットマンとの野原での対決は『ヤングマスター 師弟出馬』のラストの死闘のパロディである。
- 片山刑事が追う指名手配犯の命を狙っていた殺し屋を演じていたのは、『やまびこの詩』で殉職する金井刑事を演じた野分龍である。
- 劇中で警察署として映っている建物は眼科のビルで、実際の警察署は商店街アーケード内にあった。どちらも現存していない。
- 劇中で海子が走っている通学路を実際に自転車で走ると、4時間50分以上を要する。
- 海子が通っている設定の高校では、実際には自転車通学者は男女共に白いヘルメットの着用が義務づけられている。
- 海子が住んでいる設定の民宿は、海水浴場そばの民家である。
- エンディングで海子が手を振っている防波堤は、当時陸と繋がっておらず、徒歩での移動は不可能だった。
- 子供が溺れたと思い、助けるために海に飛び込んだ片山刑事の横から、その子が銛で突いた魚とともに浮上してくるシーンの撮影は11月に行われ、近所を通りかかった男子中学生を拝み倒して撮影されたという。場所は遠浅の海水浴場で、魚は魚屋で買って使用した。

### 発売履歴
| 発売日        | レーベル     | 規格 | 規格品番   | 備考                           |
| ------------- | ------------ | ---- | ---------- | ------------------------------ |
| 1984年6月25日 | TOHO VIDEO   | VHS  | TG-1281-V  | レンタル専用                   |
| 1985年9月21日 | 新東宝ビデオ | LD   | TLL-2014   |                                |
| 2010年1月6日  | 東宝         | DVD  | TDV-20040D | 刑事物語 〈詩シリーズDVD-BOX〉 |
| 2010年1月22日 | 東宝         | DVD  | TDV-20037D |                                |
| 2013年11月7日 | 東宝         | DVD  | TDV-23407D | 期間限定プライス版             |

## 刑事物語4 くろしおの詩
- 公開日：1985年（昭和60年）10月10日[20]
- 上映時間：106分、カラー、ビスタビジョン
- 同時上映：潮騒（監督：小谷承靖）
- 舞台：高知県高知市
- ロケ協力：高知県、赤岡町、高知県観光連盟、日本高速フェリー、土佐電気鉄道、三菱自動車工業　ほか

### 出演
- 片山元 - 武田鉄矢

- 桃子 - あいはら友子

- 戸崎義明（組・若頭） - 石橋蓮司
- 健（呼び込み・ヤクザ） - 三浦浩一
- 太作（ヤクザ） - 佐藤京一
- かおる（ホステス） - 神保美喜
- 行江 - 原知佐子
- 田所大介 - 渋谷哲平
- 吉本刑事 - 伊吹剛
- 大村 - 野口貴史
- ヤクザ - 河原さぶ
- 武 - 田山涼成
- 笹本（犯人） - 柳亭楽輔
- 看護婦 - 杏さち子
- ヤクザ - 大仁田厚
- 若林 - ガッツ石松
- 用心棒 - サンダー杉山

- 屋台のラーメン屋の客 - 吉田拓郎
- キャバレーの客 - 関口宏（友情出演）

- 長谷川明男
- 森下哲夫
- うえだ峻
- 山本篤
- 城谷光俊
- 渥美博
- 相沢俊夫
- 星加敏文

- 獣医 - 長門勇（友情出演）

- 吉田茂職業安定所所長 - 三波春夫（特別出演）

- 植田警察署長 - 植木等

- 山梨剛造組長 - 大友柳太朗

### スタッフ
- 原作：片山蒼
- 脚本：ちゃき克彰、黒井和男
- 監督：渡邊祐介
- 音楽：林哲司
- 撮影：矢田行男
- 照明：山川英明
- 録音：本田孜
- 美術：西村伸明
- 編集：神谷信武
- 製作担当者：富田政男
- 助監督：羽石龍太郎、新村良二、佐々部清、土井裕美子
- スクリプター：原田良子
- 衣装：横瀬誠次
- 美粧：田中まり子
- キャスティングプロデューサー：西川恵雄
- 製作マネージャー：綿引洋、神岡明樹
- コーディネーター：星加敏文
- 製作係：八鍬敏生、小林哲雄、谷籐まさ子
- 音響効果：福島幸雄
- スチール：竹内健二
- 製作者：黒井和男
- 企画：黒木照美、小島富士夫、庄司隆三
- プロデューサー：藤倉博
- 製作：東宝、キネマ旬報社
- 配給：東宝

### エピソード
- 本作のみ武田が脚本を書いていない[2]。
- 片山刑事の武器はハンガーヌンチャク、ゴルフクラブ（トンファーのように扱う）[2]。
- 劇中、片山刑事の住居となっていた建物は、実際に高知に存在していたものをロケで借り受けたものである。その所有者が2006年の大河ドラマ『功名が辻』で武田演じる武将・五藤吉兵衛の子孫であったという事実を、武田は大河ドラマの後になって知った。
- 本来は派手な銃撃戦のシーンを撮影する予定だったが、ロケ中に実際の銃撃事件があり、その影響も考えて取りやめになった。
- 吉田拓郎が劇中ワンシーンだけ友情出演している。屋台でラーメンを食べている客という設定。植木等演じる女装した警察署長を気持ち悪がって屋台を出て行ってしまうが、その時屋台に入ってきた片山刑事に「あれ、どこかで会ったことありませんでしたっけ?」と聞かれる。
- ラストのアクションシーンに敵方の一人として大仁田厚が登場している。
- ラスト付近では、片山刑事が桂浜の坂本龍馬像に立ち寄って語りかけ、敬礼するシーンがある[2]。
- 当時のテレビでのインタビューでの武田の談によれば、『くろしおの詩』が軽いコメディー路線になったのは、同時期に『幕末青春グラフィティ Ronin 坂本竜馬』を撮っていたためで、東宝との契約上のスケジュールの関係で本作を2週間ほどで撮り終えたからである。撮影後、武田は過労で倒れている。

### 発売履歴
| 発売日        | レーベル   | 規格 | 規格品番   | 備考                           |
| ------------- | ---------- | ---- | ---------- | ------------------------------ |
| 1985年        | TOHO VIDEO | VHS  | TG-1162-V  | レンタル専用                   |
| 1986年8月21日 | 東宝       | LD   | TLL-2057   |                                |
| 2010年1月6日  | 東宝       | DVD  | TDV-20040D | 刑事物語 〈詩シリーズDVD-BOX〉 |
| 2010年1月22日 | 東宝       | DVD  | TDV-20038D |                                |
| 2013年11月7日 | 東宝       | DVD  | TDV-23408D | 期間限定プライス版             |

## 刑事物語5 やまびこの詩
- 公開日：1987年（昭和62年）5月16日[21]
- 上映時間：98分、カラー、ビスタビジョン
- 同時上映：ウェルター（監督：村上修）
- 舞台：群馬県沼田市

### 出演
- 片山元 - 武田鉄矢
- 真咲直子 - 賀来千香子
- 真咲真子 - 鈴木保奈美
- 植田刑事 - 村井国夫
- 鈴木課長 - 木村元
- 大神和人（真之助の婿養子） - 野村将希
- 金井刑事 - 野分龍
- 島田刑事 - 青木卓
- キャディ - 大沢逸美
- レポーター - 福岡翼
- 人質の女性 - 片桐はいり
- 人質犯 - 石倉三郎
- 狙撃手 - 江夏豊（友情出演）
- 板垣署長 - 井川比佐志
- 大神真之助（会社社長） - 小林桂樹
- 北原義郎
- 千葉美加
- 片山由香
- 警官 - 石丸謙二郎
- 大島宇三郎
- 小林アトム
- 長江英和
- 鈴木学

### スタッフ
- 製作：黒井和男
- 企画：黒木照美、小島富士夫、庄司隆三
- プロデューサー：藤倉博
- 原案：片山蒼
- 脚本：片山蒼、榎本修、鳥居欽圭
- 監督：杉村六郎
- 音楽：千葉和臣
- 音楽プロデューサー：中川孝一
- 撮影：丸池納
- 照明：山川英明
- 録音：本田孜
- 美術：西村伸明
- 編集：小川信夫
- スプリクター：高橋扶佐緒
- 美粧：田中まり子
- チーフ助監督：佐藤敏宏
- 製作マネージャー：綿引洋、西川八
- 衣装：横瀬誠次
- 製作担当者：富田政男
- スチール：雪松寛
- 製作：東宝、キネマ旬報社
- 配給：東宝

### エピソード
- 片山刑事の武器は三節棍（ハンガーを3つにつなぎ合わせたもの）とテニスラケット（釵のように扱う）。
- 本作は賀来千香子と鈴木保奈美の映画デビュー作である。
- 真咲姉妹（賀来・鈴木）が劇中で生活していたアパートは、2013年時点でも群馬県みなかみ町月夜野に現存する。

### 発売履歴
| 発売日        | レーベル   | 規格 | 規格品番   | 備考                           |
| ------------- | ---------- | ---- | ---------- | ------------------------------ |
| 1987年        | TOHO VIDEO | VHS  | TG-1719    | レンタル専用                   |
|               |            | LD   |            |                                |
| 2010年1月6日  | 東宝       | DVD  | TDV-20040D | 刑事物語 〈詩シリーズDVD-BOX〉 |
| 2010年1月22日 | 東宝       | DVD  | TDV-20039D |                                |
| 2013年11月7日 | 東宝       | DVD  | TDV-23409D | 期間限定プライス版             |

## 音楽

### オープニングテーマ
- 海援隊「駅におりたら」（第1作）
  - 劇中では海援隊のメンバーである千葉和臣が歌っているものが使用されている。武田鉄矢ソロ時代のアルバム『風に聞いた話』やベストアルバムなどには、武田がボーカルをとっているものが収録されている。

### エンディングテーマ
- 吉田拓郎「唇をかみしめて」
  - 武田から依頼を受け、吉田がこの映画用に作ったもの。歌詞は広島弁である。この曲のみを収録したシングル（片面のみカッティングされた変則盤）も発売された。しかし、シングルと実際の映画エンディングで流れる曲は別テイクである。映画で使用されたテイクは1984年発売のベストアルバム『吉田拓郎ベスト60』に収録されている（現在は廃盤）。
  - 武田ソロ時代のアルバム『遠い幻燈』やベストアルバムには、武田のカバーヴァージョンが収録されている。
  - 吉田の起用は武田鉄矢以外のスタッフは懐疑的で広島弁の歌詞も「広島が舞台でもないのにおかしい」と否定的であった。それに不満を持った武田は「実際に流して」と恋人との別れのシーンに合わせて流すと皆泣き始め即決となった。『刑事物語2 りんごの詩』では弘前駅前で合唱し、片山の気分を味わおうと弘前から夜汽車で東京へ帰ったという。また、拓郎本人も鑑賞後に「いい作品にめぐり合えていい仕事が出来た」と語っている。

### 挿入歌
- 海援隊「陽射しに灼かれて」（第1作）
  - 劇中では海援隊のメンバーである中牟田俊男が歌っているものが使用されている。海援隊のアルバム『ようやく解りかけてきた』には、武田がボーカルをとっているものが収録されている。
- 吉田拓郎「流星」（第2作）
- 沢口靖子「潮騒の詩」（第3作）
- 武田鉄矢「コスモス」（第4作）
- 甲斐バンド「野獣」（第4作）※クレジット表記は無し

## その他
- 武田は後年、テレビや雑誌で「チャンスがあれば片山をもう一度演じてみたい」と発言している。
- 武田は胴長短足というあまりにも典型的な日本人の体形のため、そういう人間でも使える拳法を探して見つけたのが蟷螂拳だったという。
- 1982年に『刑事物語』が公開される前に発売された「キネマ旬報」に、武田に蟷螂拳を教えた松田隆智がコメントを寄せている。それによると、松田は本来、芝居のために間に合わせの拳法を教えてほしいとの役者のお願いは断っていたが、武田は毎日トレーニングを積んである程度の体を作っており、その熱意を認めて蟷螂拳を教えることにしたという。
- 武田の蟷螂拳は，付け焼刃ではなく，ホンモノである。餓狼伝の作者夢枕獏も，本書のあとがきで「武田さんの指は，ころんとして太く鍛えているのが分かった。」と書いている。
- アミューズソフトエンタテインメントから発売されている第1作を除く、第2作から第5作を収録したDVD-BOX『刑事物語 詩シリーズ』が、2010年1月22日に東宝から発売された。なお、DVD収納ボックスには1作目のDVDも収納できるスペースがある[22]。
- 武田が主演する『3年B組金八先生』第3シリーズ第9話「俺の仕事」では、一人の生徒の母親がテレビ局に勤務しており学校に来られないため、職場のテレビ局に金八が出向いて面談する場面があり、テレビ局の廊下で「上半身裸でハンガーヌンチャクの練習をしている武田鉄矢（二役）」と金八が遭遇、母親に思わず「武田鉄矢ですか?」と尋ねるという趣向がある。ちなみに第1シリーズでは、金八が生徒に誘われて海援隊のコンサートに行くシーンがある。